# Mantellinae
A Mantellinae a kétéltűek (Amphibia) osztályába, a békák (Anura) rendjébe és az aranybékafélék (Mantellidae) családjába tartozó alcsalád.

## Elterjedése
Az alcsaládba tartozó fajok Madagaszkár és Mayotte endemikus élőlényei.

## Rendszerezésük
Az alcsaládba tartozó nemek:
- Blommersia Dubois, 1992
- Boehmantis Glaw & Vences, 2006
- Gephyromantis Methuen, 1920
- Guibemantis Dubois, 1992
- Mantella Boulenger, 1882
- Mantidactylus Boulenger, 1895
- Spinomantis Dubois, 1992
- Tsingymantis Glaw, Hoegg & Vences, 2006
- Wakea Glaw & Vences, 2006